# دائرة مجانة
دائرة مجانة هي إحدى دوائر ولاية برج بوعريريج الجزائرية.

## مواضيع ذات صلة
- دوائر ولاية برج بوعريريج